# Walter Krivitsky
Samuel Ginsberg, dit Wariss Germanovich Krivitsky (en russe : Ва́льтер Ге́рманович Криви́цкий) (Pidvolotchysk, 28 juin 1899 - Washington, 10 février 1941) est un espion soviétique, qui fut chef des services de renseignements soviétiques en Europe occidentale avant de faire défection en octobre 1937 et de publier plusieurs récits apportant notamment un témoignage sur l'action du Komintern en Occident et ses rapports avec la Guépéou. 

## Biographie

### Années de jeunesse
Né en Galicie et militant communiste dès 1912, Samuel Ginsberg adopta le nom de « Krivitsky » (un nom basé sur la racine slave « tordu ») comme pseudonyme lorsqu'il entra dans les services de renseignement militaire soviétiques en 1919, pendant la guerre civile russe. Il opéra comme agent de renseignement clandestin, avec de faux papiers et un faux nom, en Allemagne, en Autriche, en Italie, en Hongrie, aux Pays-Bas, en France et en Espagne. Il s'éleva au rang d'officier traitant. On lui attribue le vol des plans de sous-marins et d'avions, l'interception de correspondances entre l'Allemagne nazie et le Japon, des livraisons d'armes au gouvernement républicain espagnol pendant la Guerre d'Espagne ainsi que le recrutement de nombreux agents, dont Magda Lupescu et Noel Field.

### Chef de la GRU en Europe de l'Ouest
En mai 1937, alors que la GRU était passé sous l'autorité du NKVD, Krivitsky est renvoyé à La Haye pour poursuivre ses activités, il opère alors sous la couverture d'un antiquaire autrichien. Selon ses propres dires il était alors chef des services de renseignements militaires soviétiques en Europe occidentale avec le grade de général. 

### La défection
À cette époque, l'état-major de l'Armée rouge était l'objet d'une purge à Moscou, et Krivitsky ainsi que son ami proche, Ignace Poretski (également connu sous le nom d'Ignace Reiss), tous deux à l'étranger, étaient profondément perturbés. Poretski voulait faire défection, mais Krivitsky le retenait. Finalement Poretski fit défection et envoya une lettre de défi à Moscou. Son assassinat en Suisse, en septembre 1937 provoqua la défection de Krivitsky à Paris, le mois suivant. Krivitsky commença à écrire des articles, prit contact avec Lev Sedov et des trotskistes. Il fit même par inadvertance des promenades avec un espion soviétique, Mark Zborowski, connu sous le nom de « Etienne », que Sedov avait envoyé pour le protéger. Sedov mourut mystérieusement en février 1938, mais Krivitsky réussit à échapper à des tentatives d'assassinat ou d'enlèvement en France.

### États-Unis

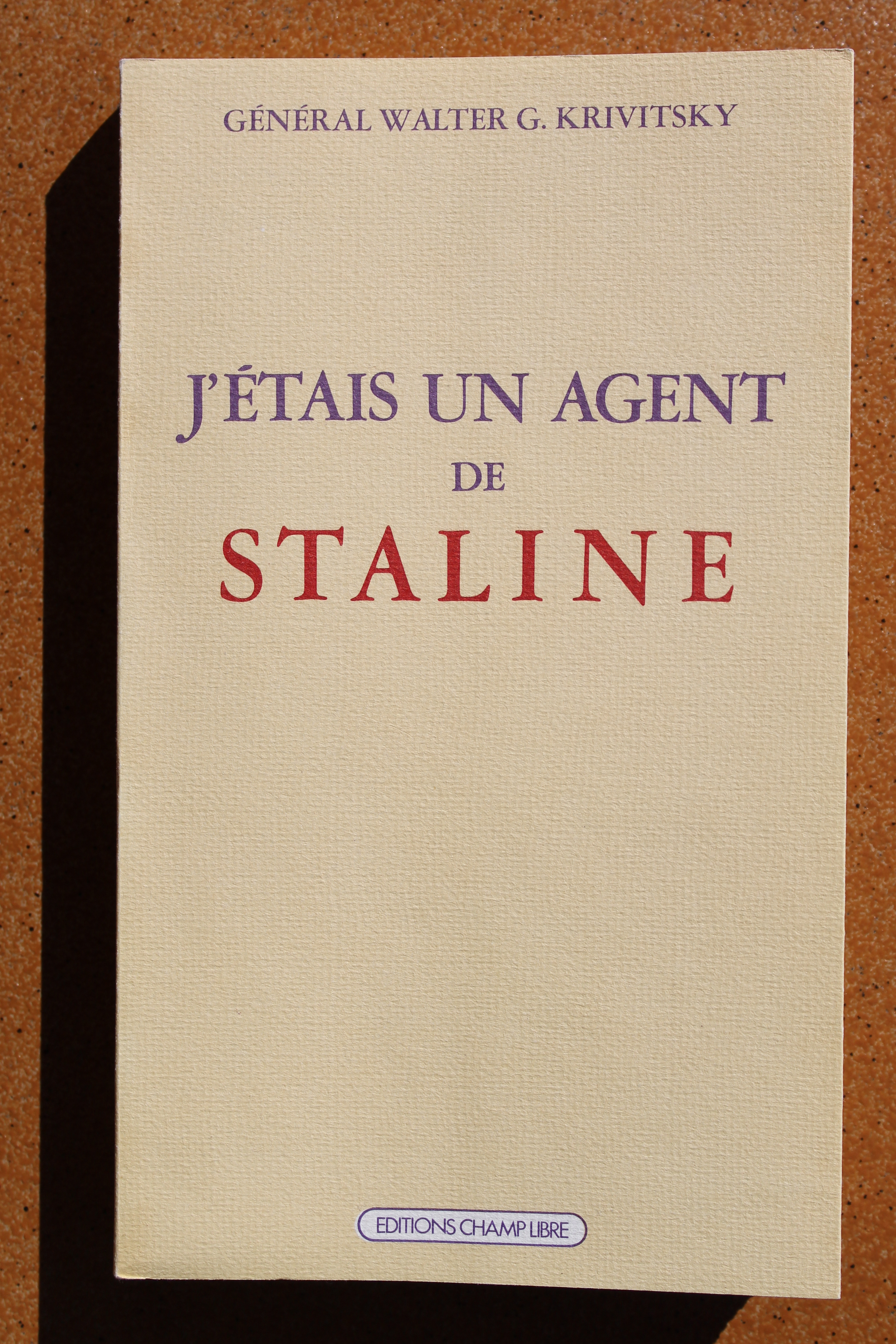
J'étais un agent de Staline, éd. Champ libre.

Anticipant la conquête de l'Europe par l'Allemagne nazie, Krivitsky prit un bateau pour les États-Unis à la fin de l'année 1938. Avec le journaliste Isaac Don Levine, il rédigea un compte-rendu de l'intérieur des méthodes secrètes de Staline sous le titre Staline's Secret Service (traduit en français sous le titre de Agent de Staline), publié en 1939. Krivitsky fut violemment attaqué par la gauche en Amérique jusqu'à la signature du pacte germano-soviétique, qu'il avait annoncé et qui lui donna raison. Partagé entre son attachement aux idéaux socialistes et sa détestation des méthodes de Staline, il estima qu'il était de son devoir de donner des informations, une décision qu'il lui fut moralement difficile de prendre, mais qui fit une profonde impression sur son nouvel ami, Whittaker Chambers, ancien communiste américain qui avait travaillé quelque temps pour les services secrets soviétiques. 
Krivitsky témoigna devant le Comité Dies — qui deviendra plus tard le Comité des activités non-américaines de la Chambre des Représentants — en octobre 1939. En janvier 1940, il prit ensuite le bateau pour l'Angleterre sous le nom de « Walter Thomas » afin de révéler ses secrets aux services de renseignement britanniques, le MI5. La question de savoir s'il donna au MI5 des indices sur l'identité des agents soviétiques Donald Maclean et Kim Philby est sujet de controverse. Il est certain que le NKVD eut connaissance de son témoignage et lança des opérations pour le réduire au silence.
Il retourna en Amérique du Nord, mais dut d'abord séjourner au Canada, en raison de difficultés avec les services américains d'immigration et de naturalisation. Il ne fut autorisé à revenir aux États-Unis qu'en novembre 1940. 

## Mort
L'assassinat de Léon Trotski au Mexique, en août 1940, le convainquit qu'il était désormais en tête de la liste du NKVD des hommes à éliminer. Il occupa ses deux derniers mois à New York à des projets d'installation en Virginie et à des projets d'écriture, mais il était aussi envahi par le doute et la peur. Le 10 février 1941, il fut retrouvé mort à l'hôtel Bellevue — aujourd'hui The George — à Washington. Trois notes évoquant un suicide se trouvaient près du lit. L'enquête officielle, ignorant la chasse à l'homme mené par le NKVD, a conclu au suicide de Krivitsky. Plusieurs sources croient qu'il a été assassiné par les services secrets soviétiques. Gary Kern, auteur d'une biographie en 2004, conclut que Krivitsky s'est suicidé.
Aux premières nouvelles de sa mort, Whittaker Chambers a protégé en Floride la femme de Krivitsky, Antonina et son fils Alek. Les deux familles s'y sont cachées plusieurs mois, craignant de nouvelles représailles soviétiques. Plus tard, Antonina et Alek sont retournés à New York. Tous deux ont vécu dans la pauvreté pour le reste de leur vie. Alek meurt d'une tumeur au cerveau au début de la trentaine après avoir servi dans la marine américaine et étudié à l'Université Columbia. Antonina, qui a changé légalement son nom de famille en « Thomas », a continué à vivre et à travailler à New York jusqu'à ce qu'elle se retire à Ossining, où elle est morte à 94 ans en 1996.

## Ouvrages
- (en) I was Stalin's agent, London, Hamilton, 1939.
- (en) In Stalin's secret service : an expose of Russia's secret policies by the former chief of the Soviet intelligence in Western Europe, New York, Harper & Brothers, c1939.
- Agent de Staline, Paris, Éditions Coopérations, 1940.
- (en) In Stalin's Secret Service: Memoirs of the First Soviet Master Spy to Defect, Enigma Books, 2000. (Trad. fr. : J'étais un agent de Staline, Paris, Champ Libre, 1979)
- (en) avec Gary Kern, MI5 Debriefing & Other Documents on Soviet Intelligence, Xenos Books, 2004.  (ISBN 1-8793-7850-7)

## Source
- (en) Cet article est partiellement ou en totalité issu de l’article de Wikipédia en anglais intitulé « Walter Krivitsky » (voir la liste des auteurs).